# Collection (album av Titiyo)
Collection är ett samlingsalbum av Titiyo som släpptes 2013 av Telegram Records Stockholm.

## Låtlista
| Nr           | Titel                              | Längd |
| ------------ | ---------------------------------- | ----- |
| 1.           | Come Along                         | 3:45  |
| 2.           | Flowers                            | 3:52  |
| 3.           | Man In The Moon                    | 4:01  |
| 4.           | Longing For Lullabies              | 3:49  |
| 5.           | It Should Have Been You            | 3:59  |
| 6.           | The Way You Make Me Feel (Tell Me) | 4:37  |
| 7.           | Never Let Me Go                    | 4:23  |
| 8.           | If Only Your Bed Could Cry         | 3:41  |
| 9.           | We Vie                             | 4:06  |
| 10.          | After The Rain                     | 3:47  |
| 11.          | Before The Day                     | 4:26  |
| 12.          | Lovin' Out Of Nothing              | 3:36  |
| 13.          | This Is...                         | 3:44  |
| 14.          | 1989                               | 4:09  |
| 15.          | Keep Company – Side By Side        | 3:37  |
| 16.          | Make My Day                        | 4:52  |
| 17.          | Love Has Left Your Eye             | 3:59  |
| 18.          | El Rojo Adios                      | 5:48  |
| Total längd: | Total längd:                       | 74:11 |